# توئین (آلاباما)
توئین (به انگلیسی: Twin) شهرکی در شهرستان ماریون ایالت آلاباما است که مساحت آن ۸٫۷۴ کیلومترمربع است و در سرشماری سال ۲۰۱۰ میلادی، ۳۹۹ نفر جمعیت داشته و تراکم جمعیتی آن، ۴۵٫۶۵ نفر در کیلومترمربع بوده است.